# Chichaoua (provins)
Chichaoua (arabiska: إقليم شيشاوة, franska: Province de Chichaoua) är en provins i Marocko.   Den ligger i regionen Marrakech-Safi, 400 km sydväst om huvudstaden Rabat. Antalet invånare är 339 818. Arean är 6 872 kvadratkilometer.